# Psihologia transporturilor
Considerații generale cu privire la psihologia transporturilor
Conducerea unui autovehicul este o activitate dinamică, complexă și presupune existența unor aptitudini specifice solicitărilor acesteia. Această profesiune trebuie realizată după asigurarea unor criterii psihologice minimale.
Calitatea și siguranța transportului de călători și de mărfuri, depind în mare măsură de modul de selecție, de instruire, de  perfecționare și de consiliere a absolvenților cursurilor  școlilor de profil. Caracteristicile activității de conducere auto sunt diferite în funcție de conținutul, felul transportului și de tipul de autovehicul  (autocar, microbuz, autocamion, autoturism etc.).
Există trei factori care interacționeză și duc la efectuarea în condiții de siguranță a activității de conducere: omul, autovehiculul și condițiile de trafic (calitatea șoselei, condițiile climatice, etc.). 
studiul interrelaținării acestor trei factori devine din ce în ce mai important, având în vedere și celelalte domenii ale cunoaștereii cum ar fi medicina care este direct interesată de scăderea numărului de accidente și implicit a numărului de răniți, psihologia prin studiul stresului din trafic fie el realizat cu scopul relaxării, fie în interes de serviciu, tot psihoholoa interesată de studiul comportamentului uman în anumite situații, aceasta fiind una specifică determinând comportamentul la volan.